# Геррини, Джулия
Джулия Даниэль Геррини Дженузи (англ. Giulia Danielle Guerrini Genusi; род. 4 сентября 1996, Милан, Италия) — итальянская актриса и певица. Она наиболее известна по роли Ребекки Гульельмино в телесериале «Алекс и Ко.» (2015–2017) и в роли Кьяры Каллегри в музыкальном сериале «Биа» (2019–2020).

## Биография
Геррини родился в Милан. Она начала свою артистическую карьеру в театральных постановках в Рим и Милан: «Алиса в Стране чудес» (адаптация 2010), «Аладдин и волшебная лампа» (адаптация 2012), «Сколько меняются праздники» (2013) «Путешествовать» (2014) и «Магазинчик ужасов» (адаптация 2015). С тех пор она появлялась в телесериалах, включая «Алекс и Ко.» и «Радио Алекс», в роли Ребекки Гульельмино. В 2016 году её пригласили на премию Radio Disney Music Awards. В том же году она сыграла роль Барбары Петерсоли в сериале «Моника Шеф». Ей пришлось переехать в Мадрид и выучить испанский язык, чтобы играть в сериале.

## Фильмография
- 2015-2017 — «Алекс и Ко.»
- 2015-2016 — «Радио Алекс»
- 2017 — «Моника Шеф»
- 2019-2020 — «Биа»
- 2022-наст. время — «Моника Шеф»

## Дискография
- 2016 – We Are One (of «Алекс и Ко.»)[5]
- 2017 – Monica Chef (of «Моника Шеф»)[6]
- 2019 – Así yo soy (of «Биа»)[7]
- 2019 – Si Vuelvo a Nacer (of «Биа»)[8]
- 2020 – Grita (of «Биа»)[9]
- 2021 − Bia: Un Mundo al Revés (of «Биа: Перевернутый мир»)[10]